# Theo Rose
Theo Rose, pseudonimo di Theodora Maria Diaconu (Ploiești, 8 agosto 1997), è una cantante, attrice e conduttrice televisiva rumena.

## Biografia
Diaconu, originaria di Ploiești, ha avviato la propria carriera musicale nel 2013, facendo il proprio debutto col singolo Diamonds & Pearls.
Allo stesso tempo, si è avvicinata al mondo della televisione; infatti, ha dapprima co-condotto il programma KIDSing, andato in onda su Kanal D nel 2014, e poi ha co-presentato Gashka mare nell'estate 2017. Tre anni dopo è stata concorrente al reality Bravo, ai stil!, dove si è classificata 2ª in finale.
Nell'autunno 2021 ha ricoperto il ruolo di presentatrice a SuperStar România, l'adattamento nazionale di Idols. È stata mentore per tre stagioni consecutive a Vocea României.
Spune-i mama (2022), una collaborazione con Andrei Banuta, ha segnato la sua prima numero uno nella Romania Songs di Billboard nel marzo 2022. Nell'estate ha fatto il suo esordio cinematografico nella serie TV Clanel, interpretando il personaggio di Vera Maximilian; per la stessa, è stata anche la responsabile della colonna sonora, intitolata Sângele frate nu te face e in duetto con Ian. Nel mese di settembre è stata premiata con tre Romanian Music Awards, tra cui quello alla miglior artista femminile.
Nell'aprile 2024 Noaptea ne fură iubiri, un duetto con Andrei Ursu, ha raggiunto la cima della hit parade della Uniunea Producătorilor de Fonograme din România, mantenendola per tre settimane. A venit poliția è stato diffuso nell'ottobre seguente come colonna sonora del film Candidatul perfect; la canzone è divenuta la sua numero uno più longeva nella graduatoria rumena di Billboard e quella di una donna con più settimane al vertice dell'intero anno (7).

## Discografia

### Singoli
- 2013 – Diamonds & Pearls
- 2014 – Te quiero
- 2015 – Iarna in doi
- 2015 – #Awella
- 2015 – Pe bune
- 2016 – Aprinde lumina
- 2016 – Noi stim
- 2018 – Abonament
- 2018 – Pansament
- 2019 – In locul meu (feat. DJ Project)
- 2019 – Nu știi ce vrei
- 2019 – Stiu de voi
- 2019 – Femei (con Boier Bibescu)
- 2019 – Consuela (con Aspy)
- 2019 – Stay
- 2019 – Pastila sufletului
- 2019 – De azi
- 2019 – Dhalia
- 2019 – De ce
- 2020 – De atatea ori (con Andrei Banuta)
- 2020 – Cand stelele cad (feat. Nadir)
- 2020 – Fashion
- 2020 – Inferno
- 2020 – Cine ești (con Alessandra)
- 2020 – Poarta-ma in suflet vara (con Jean de la Craiova)
- 2020 – Fara tine (con Bogdan DLP)
- 2020 – Fir-a naibii dragostea (con Paul Ananie)
- 2020 – De ce mă minți (con Liviu Guță e What's Up)
- 2020 – Lacrimi și suspine
- 2020 – As resunta
- 2020 – Suflet pasager (con Liviu Puștiu, Florin Salam e Alessandra)
- 2020 – Toate stelele (con Nadir)
- 2020 – Bravo lor au stil țiganii (con Kana Jambe e gli Arabii Lu' Bursuc)
- 2021 – Scandal (con Emy Alupei e What's Up)
- 2021 – Dragostea
- 2021 – Vreau acasă (con What's Up)
- 2021 – Nu mai știi ce vrei (con Rashid)
- 2021 – Vina mea (con Bogdan DLP)
- 2021 – Ciresele amare (con Gabi Bagu e Johnny Made This)
- 2021 – Tango to evora
- 2021 – Căsuța noastră (con Nosfe)
- 2021 – Roata (con Damian & Brothers)
- 2021 – Copacul (con Matteo)
- 2021 – Toată România (con OG Eastbull)
- 2021 – Asta-i seara luminată
- 2021 – Busuioc verde pe masă
- 2021 – Sa faci doamne o minune (con Damian Drăghici e Bodo)
- 2021 – Se lasa liniste
- 2021 – Cel mai frumos crăciun
- 2021 – Doamne nu uita de noi
- 2021 – Suna clopotele
- 2021 – Verde-i cetina
- 2021 – Sa aveti casa plina
- 2021 – Dorul de casa mea (con Bogdan Farcas)
- 2021 – Lele dorule (con Pindu)
- 2022 – Spune-i mama (con Andrei Banuta)
- 2022 – Cantecul greierilor (con Majii)
- 2022 – Cămașa
- 2022 – Ziua ta (con i Bere Gratis)
- 2022 – Un om ca tine (con Alexandra Ungureanu)
- 2022 – Gipsy Run
- 2022 – Sângele frate nu te face (con Ian)
- 2022 – Sugar (con Erika Isac)
- 2023 – Sâmbătă seară (con Rares e Domino)
- 2023 – Asculta-mă (con Nico)
- 2023 – Hai, cosar (con Damian Drăghici)
- 2023 – Știi unde mă găsești (con Edward Sanda)
- 2023 – Ca-n România (con Mira)
- 2023 – Graffiti (con Taxi)
- 2023 – Stinge luminile (con Irina Rimes)
- 2023 – Soarele meu
- 2023 – De la 1 pân' la 3
- 2024 – Noaptea ne fură iubiri (con Andrei Ursu)
- 2024 – Toate inimile frânte (con gli Acoustic Boyz)
- 2024 – Haide
- 2024 – Nu ma duc la club (con Domino e Alessandra)
- 2024 – Mireasă
- 2024 – A venit poliția
- 2024 – Ultimul dans (con Smiley)
- 2025 – Cine, cine (con Andrei Banuta)
- 2025 – Dragoste nouă
- 2025 – M-au răpit extratereștrii (con Leo de la Izvoare)

## Filmografia
- Clanel – serie TV, 38 episodi (2022-2024)
- Subteran – serie TV, 1 episodio (2025)